# Stites
Stites est une ville américaine située dans le comté d'Idaho au sein de l'État du même nom.
En 1877 eut lieu à proximité la bataille de la Clearwater.
En 1900, Jacob Stites vend 60 acres (24 ha) de terres à une société pour construire la ville, qui est nommée en son honneur.
Selon le recensement de 2010, Stites compte 221 habitants. La municipalité s'étend sur 0,1 mille carré (0,26 km2), dont 0,01 mille carré (0,03 km2) d'étendues d'eau.